# De Smurfin
De Smurfin is het derde stripalbum in de reeks De Smurfen. In dit album leren de Smurfen de Smurfin kennen. Het album werd voor het eerst uitgegeven in 1967 door Dupuis. Sinds 2009 wordt het album met een licht gewijzigde cover en herziene belettering uitgegeven bij Standaard Uitgeverij.
Naast het titelverhaal bevat het album ook het verhaal Honger bij de Smurfen. Dit laatste verhaal was in 1961 verschenen met de titel La faim des Schtroumpfs bij Spirou als mini-récit, een klein verhaal dat zelf geplooid moest worden. Het is echter helemaal hertekend voor de albumversie van 1967 en werd zo voorgepubliceerd in Spirou in 1966 en 1967 (nummers 1496-1500). De Smurfin werd in dit blad voorgepubliceerd in 1966 (nummers 1459-1484).

## De verhalen

### De Smurfin
Gargamel wil zich vanwege zijn eerdere nederlagen wreken op het Smurfenvolk. Hij maakt van klei en allerlei andere ingrediënten (zoals krokodillentranen, kneuhersens en de gemalen tong van een adder) een vrouwelijke Smurf, een Smurfin, die hij tot leven wekt. Het wordt een erg lelijk schepseltje met zwarte haren, een simpel jurkje en een dikke neus. Gargamel geeft haar zoveel mogelijk slechte eigenschappen mee.  
De Smurfin wordt later eenzaam en wanhopig in het bos gevonden door een andere Smurf, die zich over haar ontfermt en haar naar het dorp brengt. Daar weet eigenlijk niemand hoe ze met haar moeten omgaan. Haar karakter is totaal onhandelbaar en de Smurfen worden haar stilaan moe, waarna ze de risee van het dorp wordt. De Smurfen pesten haar door haar wijs te maken dat ze dik is. Smurfin wordt diep ongelukkig. 
Grote Smurf besluit haar te helpen door het lelijke eendje om te toveren tot een beeldschone verschijning met lang blond haar, waar alle Smurfen ineens als een blok voor vallen. Plots verdragen de Smurfen ook al haar grillen, zelfs in die mate dat een van hen bereid is om een grote sluis op haar verzoek open te zetten. Het hele Smurfendorp stroomt onder en het loopt maar net goed af. 
De Grote Smurf veegt Smurfin de mantel uit. De Smurfin onthult dat ze door Gargamel werd gestuurd, waarop de Grote Smurf besluit dat ze wegens hoogverraad berecht moet worden. Tijdens het proces is Brilsmurf de openbare aanklager. Lolsmurf, die is aangewezen als Smurfins advocaat, herinnert het publiek eraan dat Smurfin er pas in slaagde om iedereen in te palmen toen ze haar huidige mooie uiterlijk kreeg, waardoor Grote Smurf dus eigenlijk de hoofdschuldige zou zijn. De Smurfin wordt vrijgesproken en alle Smurfen kunnen haar uiteindelijk  vergeven. 
De Smurfin beseft echter dat ze de eendracht onder de Smurfen ondermijnt en besluit stilletjes te vertrekken. De Smurfen vinden het erg spijtig, maar ze zijn hun verdriet snel weer vergeten als ze besluiten Gargamel een soortgelijke poets te bakken: ze sturen een afgrijselijke van klei gemaakte vrouw naar hem toe, die op dezelfde manier als de Smurfin tot leven is gewekt.

### Honger bij de Smurfen
De voorraadschuur van de Smurfen brandt in het putje van de winter compleet af. Zonder voedsel kunnen ze niets anders dan wegtrekken uit het dorp. Ze vinden een oud en bijna verlaten kasteel. De kasteelheer is hier als enige achtergebleven en is nu erg arm. Een muis toont de Smurfen per toeval de weg naar een enorme schat die in het kasteel verborgen ligt. De kasteelheer is hierdoor weer schatrijk en hij bedankt de Smurfen door hen genoeg eten mee te geven voor de rest van de winter. De Smurfen hoeven zelf niets van de schat te hebben.

## Tekenfilm
Zoals van de meeste Smurfenverhalen is ook van De Smurfin een tekenfilm gemaakt, waarbij echter op een aantal punten van het oorspronkelijke verhaal is afgeweken. In het stripverhaal stuurt Gargamel de Smurfin enkel af op de Smurfen om hen zo last te bezorgen, waarna hij zich niet meer met haar bemoeit. In de tekenfilmversie blijft hij contact met haar houden via een toverspiegel. Smurfins grillen houden hier ook op nadat Grote Smurf haar heeft omgevormd. Ook het einde is anders: in de tekenfilm lokt de Smurfin de Smurfen eerst in de val van Gargamel, waarna zijzelf hen er ook weer uit helpt.
De tekenfilmversie van Honger bij de Smurfen heet De Spooksmurf. Hierin komt ook Smurfin voor, wat niet het geval is in het stripverhaal.

## Varia
- Het gegeven dat uit klei levende wezens worden geschapen, is door Peyo wellicht ontleend aan het Bijbelse boek Genesis. Volgens bepaalde verhaalversies zou Adam, de allereerste mens, eveneens uit klei zijn geschapen.[3][4]